# Babicze (obwód miński)
Babicze (biał. Бабічы; ros. Бабичи) – wieś na Białorusi, w obwodzie mińskim, w rejonie kleckim, w sielsowiecie Hołynka.
Znajduje się tu parafialna cerkiew prawosławna pw. Zaśnięcia Matki Bożej.
W dwudziestoleciu międzywojennym miejscowość leżała w Polsce, w województwie nowogródzkim, w powiecie nieświeskim.